# Кожанська балка
Кожанська балка — ландшафтний заказник місцевого значення, розташований на території Малополовецької сільської ради Фастівського району Київської області. Поблизу території заказника розташоване село Малополовецьке. Площа заказника — 50 гектарів.

## Опис

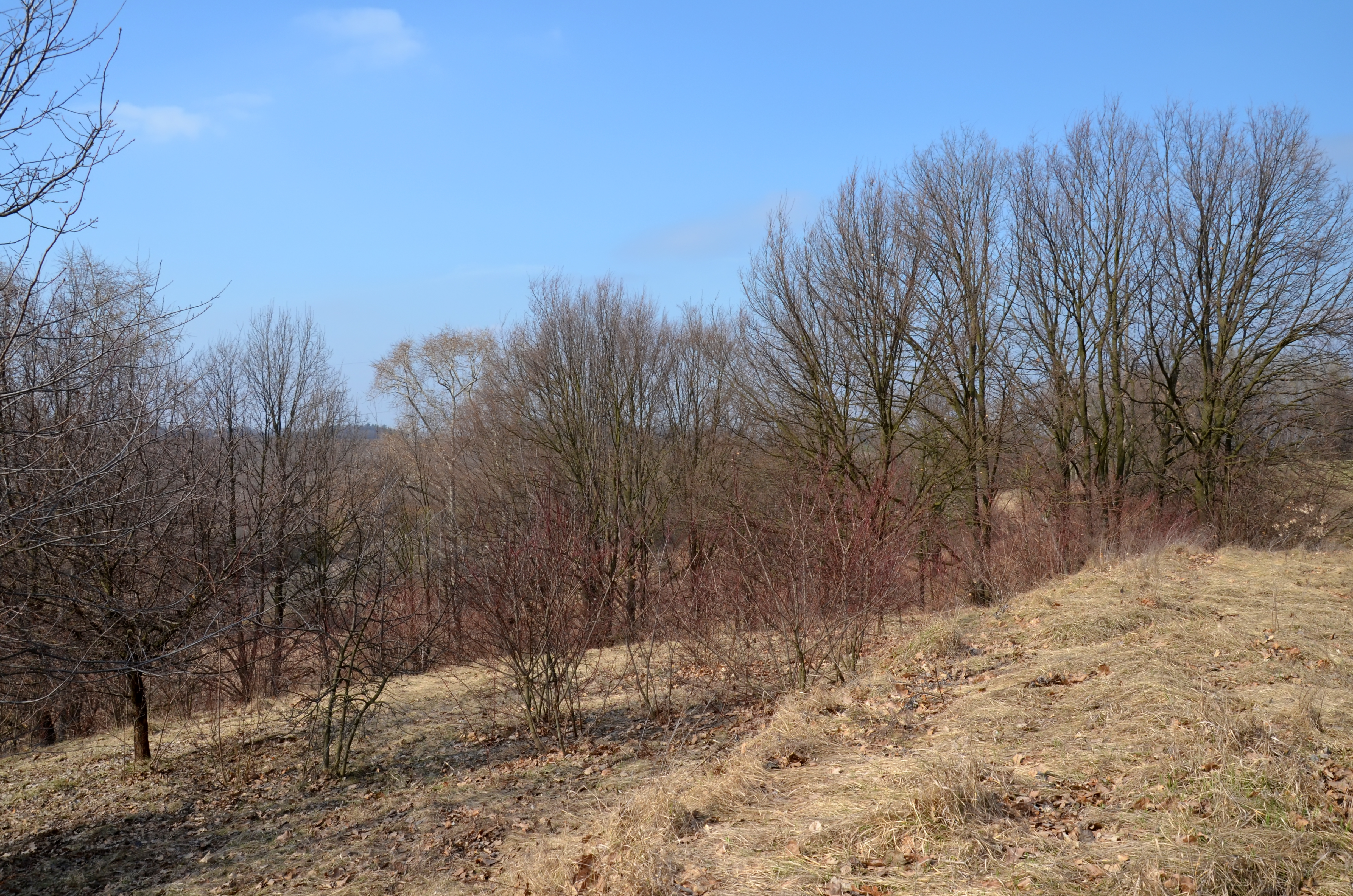
Кожанська балка

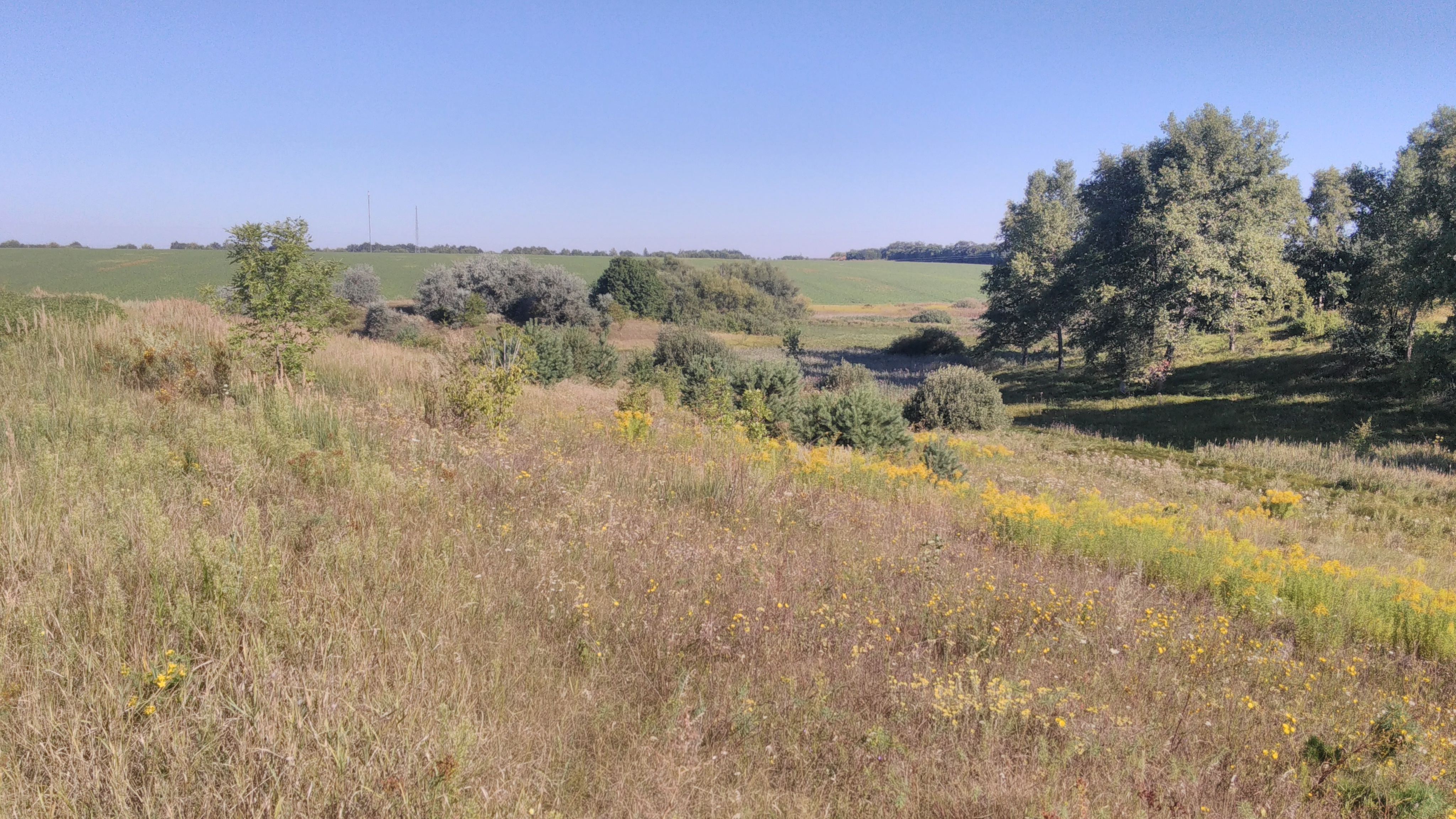
Кожанська балка

Ландшафтний заказник місцевого значення був створений відповідно до рішення шістнадцятої сесії двадцять першого скликання Київської обласної Ради народних депутатів від 10 березня 1994 року відповідно до постанови «Про оголошення нововиявлених та резервування цінних для заповідання територій, об'єктів природно-заповідного фонду місцевого значення». В цій місцевості були виявлені угрупування типчакових степів. На північній межі відмічені такі види, як золототисячник гарненький, осока здута, бородач звичайний, валеріана висока. Балка, яка простягається зі сходу на схід на відстань майже двох кілометрів і є місцем, на території якого зростають лікарські рослини. Площа урочища та типи рослинності, що зростають, створюють фауну природного степового комплексу. Кожанська балка — один із сімнадцяти об'єктів природно-заповідного фонду, до складу яких входять ділянки степових територій. У заказнику поширені комахи, які внесені до Червоної книги України. На території ландшафтного заказника розташовані охоронні знаки, згідно з встановленим державним зразком. При проведенні обстежень здійснених порушень на території ландшафтного заказника місцевого значення «Кожанська балка» не було виявлено.